# Cascade Township (Iowa)
Die Cascade Township ist eine von 17 Townships im Dubuque County im Osten des US-amerikanischen Bundesstaates Iowa. 

## Geografie
Die Cascade Township liegt im Osten von Iowa etwa 45 km westlich von Dubuque, dem am Iowa von Illinois trennenden Mississippi gelegenen Zentrum der Region. Die Township wird vom nördlichen Maquoketa River durchflossen.
Die Cascade Township liegt auf 42°20′32″ nördlicher Breite und 91°04′01″ westlicher Länge und erstreckt sich über 92,68 km². 
Die Cascade Township grenzt innerhalb des Dubuque County an die Dodge (im Norden), die Taylor (im Nordosten) und die Whitewater Township (im Osten). Im Westen grenzt die Cascade Township an das Delaware County und im Süden an das Jones County.

## Verkehr
Durch die Cascade Township verläuft von Nordosten nach Südwesten der Iowa Highway 136, der im Südosten der Township auf den zum Freeway ausgebauten U.S. Highway 151 trifft. 
Die nächstgelegenen, außerhalb der Cascade Township liegenden Flugplätze sind der 22,5 km südwestlich gelegene Monticello Regional Airport sowie der 41 km ostnordöstlich gelegene Dubuque Regional Airport.

## Bevölkerung
Bei der Volkszählung im Jahr 2010 hatte die Township 1135 Einwohner.
Die einzige selbstständige Gemeinde ist Cascade, das aber nur zum Teil in der Cascade Township liegt.